# Burg Ripsdorf
Die Burg Ripsdorf ist eine abgegangene Burg im gleichnamigen Ortsteil der Gemeinde Blankenheim im Kreis Euskirchen in Nordrhein-Westfalen.
Bei der sogenannten Burg in Ripsdorf handelte es sich wie bei dem benachbarten in Hüngersdorf ohne Zweifel um ein typisches Burghaus der Gegend, das sich lediglich durch seine Größe und zugehörigen Landbesitz von vergleichbaren Lehenshöfen unterschied. Es war der Sitz der im Jahre 1260 mit Arnold von Ripsdorf erstmals genannten Herren von Ripsdorf. Weitere Nachrichten zur Geschichte oder Lage fehlen.
Ripsdorf war bis zum Jahr 1725 Teil des Herzogtums Jülich, es ist anzunehmen, dass es sich um ein jülisches Lehen handelte.